# フライズアイ・ドーム
フライズアイ・ドーム（Fly’s Eye Dome）とは、バックミンスター・フラーが発明した、「生活器」としての移動式住居のモデル。分解・組立が容易で、完成後もヘリコプターで吊り下げ空輸での移送もできる。

## 概要
部材として運搬時に体積が小さく持ち運べるよう重ねられる大量生産を前提のファイバーグラス、薄いアルミニウム板またはポリエステルでコーティングされた鋼板などのごく限られた種類の部品を使い、容易に組み立てられる。
また、その特徴的な形体である円形の開口部は、ドア、採光窓、通気孔、太陽電池などのとりつけに使われる。それらは、太陽光を取り入れてエネルギー収入を溜める液体の蓄熱セルと、開口部にエアタービンを取り付けてもエネルギーを収集することができる。
サイズは小は直径8m、大は直径16mの二種類あり、フラーのコンセプトではこれらは自律的にインフラに接続せずともその形状から得られる光と風によるエネルギー収入を取り入れて生活することを意図している。また、これらは販売を意図せず、公共インフラとして人々に貸し出されるとした。